# Julius Federer
Julius Federer (* 8. Mai 1911 in Konstanz; † 20. Januar 1984 in Karlsruhe) war aufgrund seiner Wahl durch den Bundestag (sowie einer Wiederwahl am 1. Juli 1959) vom 7. September 1951 bis zum 31. August 1967 Mitglied des Zweiten Senats des Bundesverfassungsgerichts.

## Leben
Federer studierte Rechtswissenschaft an den Universitäten in München, Freiburg und Heidelberg. 1929 wurde er Mitglied der katholischen Studentenverbindung KDStV Aenania München. Nach dem Referendariat war er kurz als Gerichtsassessor tätig, verließ den Justizdienst aber dann aus Gründen der Weltanschauung. Er wurde stattdessen im Erzbischöflichen Oberstiftungsrat in Freiburg tätig. Es folgten Kriegsdienst und Kriegsgefangenschaft. 1947 trat er wieder in den Justizdienst ein, wo er bald Richter am damaligen Oberlandesgericht in Freiburg im Breisgau wurde. Nebenamtlich war er außerdem Richter am Badischen Staatsgerichtshof und Verwaltungsgerichtshof. Federer gehörte mit seiner Ernennung 1951 zu den ersten Richtern des Bundesverfassungsgerichts.
Maßgebliche Bedeutung hatte er bei der Entwicklung des Instituts der Sondervoten bei Entscheidungen des Bundesverfassungsgerichtes.
Sein Nachfolger wurde der Richter Fabian von Schlabrendorff. Die Robe, die Federer als Verfassungsrichter trug ist heute im Haus der Geschichte der Bundesrepublik Deutschland zu besichtigen.

## Ehrungen
- 1967: Großes Verdienstkreuz mit Stern und Schulterband der Bundesrepublik Deutschland